# Comboyus
Comboyus is een geslacht van hooiwagens uit de familie Cranaidae.
De wetenschappelijke naam Comboyus is voor het eerst geldig gepubliceerd door Roewer in 1943. 

## Soorten
Comboyus is monotypisch en omvat slechts de volgende soort:
- Comboyus albilineatus